# Kreis Gramsh

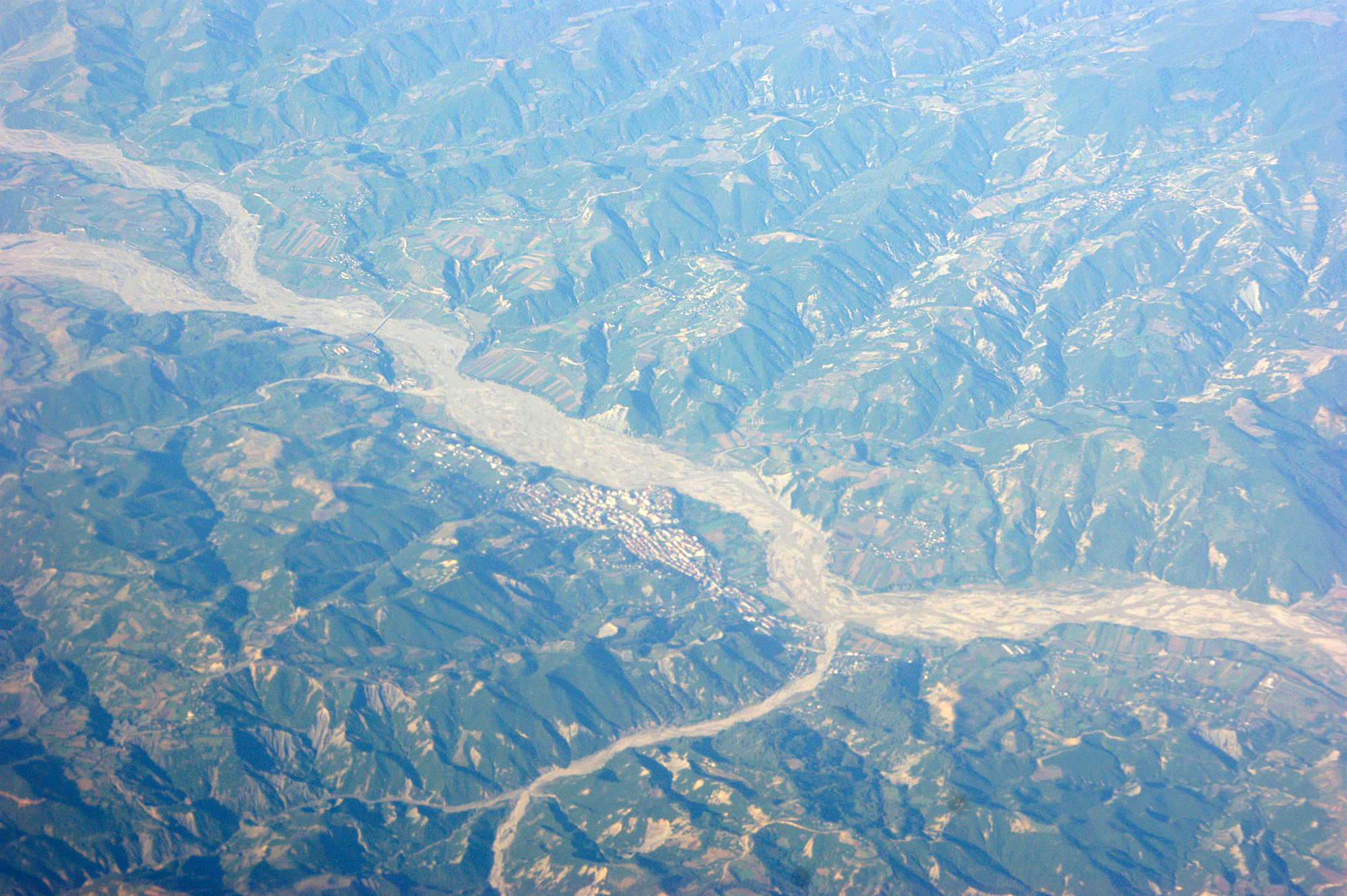
Luftaufnahme von Gramsh und Umgebung

Der Kreis Gramsh (albanisch: Rrethi i Gramshit) war einer der 36 Verwaltungskreise Albaniens, die im Sommer 2015 nach einer Verwaltungsreform aufgehoben worden sind. Der Kreis mit einer Fläche von 695 Quadratkilometern gehörte zum Qark Elbasan. Das Gebiet hat 24.231 Einwohner (Volkszählung 2011), nach Angaben der Lokalbehörden sogar rund 40.000 Einwohner (2010), von denen rund ein Drittel in der Stadt Gramsh, dem namensgebenden Hauptort, wohnen.
Das Gebiet bildet heute die Bashkia (Gemeinde) Gramsh.
Gramsh liegt abgelegen im gebirgigen Südosten des Landes. Der Kreis bildete einen Abschnitt des Tals des Flusses Devoll, der ihn von Südost nach Nordwest durchquert. Der Devoll ist am Talausgang zu einem großen künstlichen See gestaut. Die Staumauer liegt aber etwas nördlich im ehemaligen Kreis Elbasan. Ganz im Südwesten liegt der Berg Tomorr, mit 2414 m ü. A. der mächtigste Berg weit und breit. Auch im Osten übersteigt die Landschaft an verschiedenen Stellen 2000 Meter Höhe, so zum Beispiel in der Valamara (2373 m ü. A.).

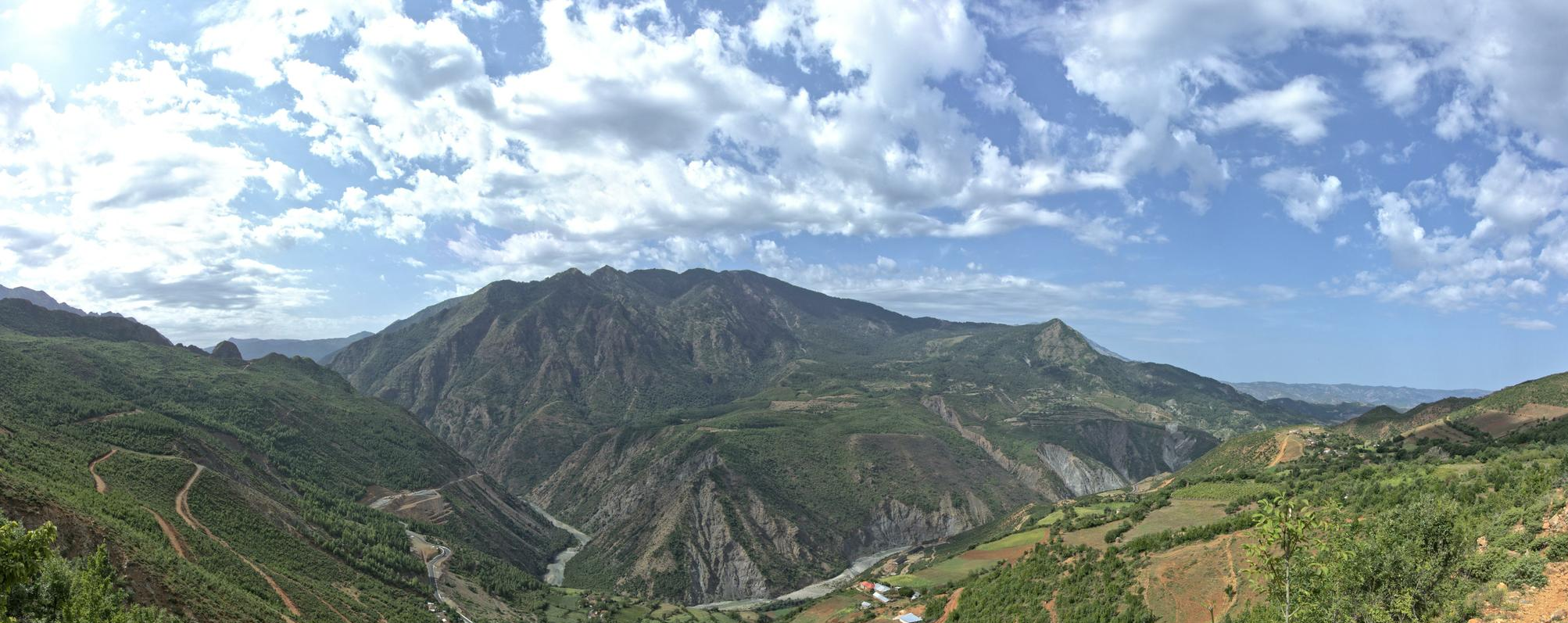
Devoll-Tal südlich von Gramsh

Da die Straße durchs Devoll-Tal nach Korça nicht durchgehend asphaltiert ist, liegt der Kreis Gramsh abseits jeglichen Durchgangsverkehrs. Sämtlicher Zugangsverkehr erreicht Gramsh über Elbasan. Zahlreiche Dörfer im Kreis sind kaum mit Straßen erschlossen. Der ganze Kreis lebt fast ausschließlich von der Landwirtschaft. Beinahe drei Viertel der Bevölkerung zählt sich zur Glaubensgemeinschaft der Bektaschi.

## Gemeinden
| Name         | Einwohner (2011) | Gemeindeart |
| ------------ | ---------------- | ----------- |
| Gramsh       | 8.440            | Bashkia     |
| Kodovjat     | 2.355            | Komuna      |
| Kukur        | 2.560            | Komuna      |
| Kushova      | 659              | Komuna      |
| Lenias       | 779              | Komuna      |
| Pishaj       | 4.906            | Komuna      |
| Poroçan      | 1.269            | Komuna      |
| Skënderbegas | 1.239            | Komuna      |
| Sult         | 631              | Komuna      |
| Tunja        | 1.393            | Komuna      |